# Motí del penó verd
Es coneix com el  motí del penó verd  l'aixecament popular que va tenir lloc a la ciutat de Sevilla (Espanya) el 8 de maig de 1521 amb motiu de la fam que patien els habitants del ""barri de Feria". Rep aquest nom perquè els amotinats van enarborar contra les autoritats una ensenya verda que havia estat presa als almohades i que es guardava com a botí de guerra a la capella baptismal de la parròquia de l'Omnium Sanctorum, situada en aquest barri.
L'esmentat penó verd és considerat per algunes fonts com un dels antecedents de l'actual bandera d'Andalusia.

## Desenvolupament
El 8 de maig de 1521 els habitants del barri de Feria (actualment el carrer Feria i els seus voltants) van fer un aixecament popular moguts per la fam que estaven passant en aquells moments.
Els participants en el motí van recórrer la ciutat i es van dirigir cap a l'ajuntament, contra el qual van llançar pedres i tot tipus d'objectes. L'Assistent de la ciutat va intentar calmar la multitud oferint vi. De moment es van calmar, però el 9 de maig els ciutadans es van apoderar d'armes i peces d'artilleria i van acabar alliberant els presos.
Tot això va fer que l'Assistent s'espantés per la semblança que tenia l'avalot amb l'aixecament comuner, per la qual cosa va fer ús de la força armada, amb què va aconseguir aixafar la revolta i en va ajusticiar els cabdills un cop sufocada.